# Vanja Vonckx
Vanja Vonckx (Bonheiden, 12 de febrer de 1973) és una ciclista flamenca que va competir a la dècada de 1990 i principi de la del 2000.

## Palmarès
- 1994
  - 1a a la Parel van de Veluwe
- 1995
  - Vencedora d'una etapa al Tour de Vendée
- 1997
  - 1a a la Parel van de Veluwe
- 1998
  - Vencedora d'una etapa al Tour de Vendée
- 1999
  - 1a al Trofeu Internacional